# Polinomis de Tricomi-Carlitz
En matemàtiques, els polinomis de Tricomi-Carlitz o polinomis de (Carlitz-)Karlin-McGregor són uns polinomis estudiats per Tricomi (1951), Carlitz (1958) i Karlin & McGregor(1959), relacionats amb el camí aleatori sobre els enters positius.
Es donen en termes de polinomis de Laguerre per:
{\displaystyle \displaystyle l_{n}(x)=(-1)^{n}L_{n}^{(x-n)}(x).}
Són casos especials dels polinomis de Chihara-Ismail.